# Syndrome de Fukuyama
Pour les articles homonymes, voir Fukuyama (homonymie).
 Mise en garde médicale
Le syndrome de Fukuyama est l'association d'une lissencéphalie pavimenteuse et d'une dystrophie musculaire congénitale. Cette pathologie existe principalement au Japon. La plupart des enfants atteints survivent au-delà de l'adolescence.
Les autres termes de la maladie incluent : dystrophie musculaire congénitale progressive avec retard mental, dystrophie musculaire congénitale avec anomalie du système nerveux central, dystrophie musculaire congénitale type Fukuyama, dystrophie cérébro-musculaire type Fukuyama et dystrophie musculaire avec micropolygyrie.

## Historique
Les premiers cas ont été décrits en 1960 par le neurologue japonais Yukio Fukuyama (1928-2014). En 1995, le syndrome a été lié à une mutation du gène FKTN, responsable de la synthèse de la fukutine (en). Ce gène est situé sur le chromosome 9 (q31).

## Description
Cette dystrophie musculaire congénitale est caractérisée biologiquement par une élévation constante du taux de créatine kinase (CK). Le retard mental est quasi constant en rapport avec la lissencéphalie. Une épilepsie existe chez la moitié des enfants.